# بينومبرا: ريكوايم
بينومبرا: ريكوايم (بالإنجليزية: Penumbra: Requiem)‏، هي لعبة فيديو سويدية، من تطوير فيكشينال جيمز، ونشرها شركة ليكسيكون إنترتنمنت، صدرت اللعبة في الأسواق سنة 2008، وتعمل لمنصات ماك أو إس، لينكس ومايكروسوفت ويندوز.